# Satz von der britischen Flagge

Der Satz von der britischen Flagge besagt, dass die rote Fläche gleich groß wie die blaue Fläche ist

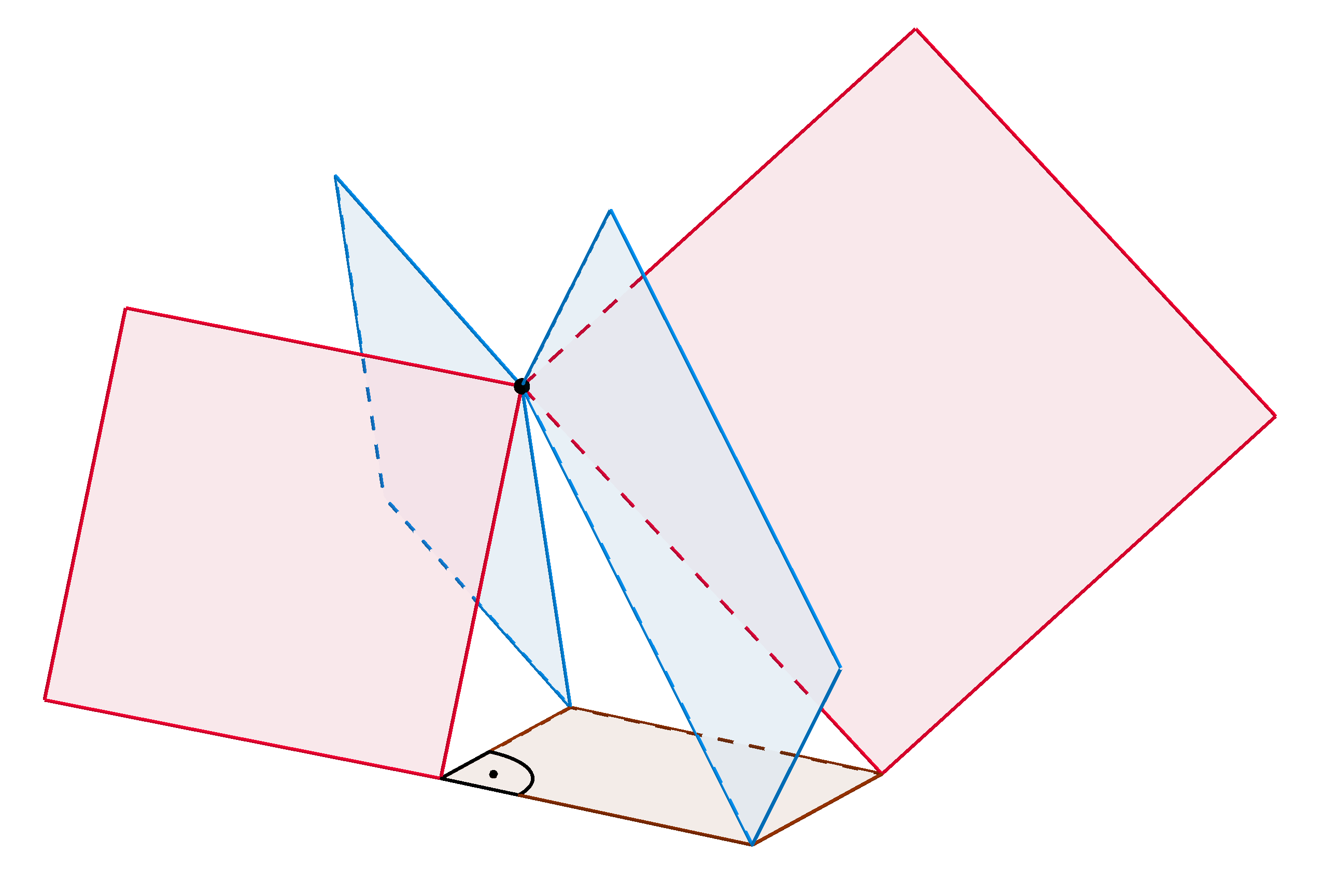
Satz von der britischen Flagge im Raum:
rote Fläche = blaue Fläche

Der Satz von der britischen Flagge (engl. British flag theorem) ist eine Aussage in der Geometrie über die Verbindungsstrecken eines Punktes zu den vier Ecken eines Rechtecks. Er besagt, dass die beiden Summen der quadrierten Verbindungsstrecken zu diagonal gegenüberliegenden Eckpunkten gleich sind.

## Aussage
Für ein Rechteck {\displaystyle ABCD} mit einem inneren Punkt {\displaystyle P} gilt die folgende Gleichung:
{\displaystyle |AP|^{2}+|PC|^{2}=|BP|^{2}+|PD|^{2}}

## Verallgemeinerungen und Erweiterungen

Rote Fläche = blaue Fläche, durch den Korrekturfaktor wird jeweils das zweite Quadrat in Richtung einer Seite gestreckt und damit zu einem Rechteck.

Der Satz bleibt gültig, wenn der Punkt {\displaystyle P} außerhalb des Rechtecks liegt oder auf dessen Rand. Liegt der Punkt {\displaystyle P} auf einem der Eckpunkte des Rechtecks, so besagt die Gleichung, dass die Fläche des Diagonalenquadrats des Rechtecks gleich der Summe der Flächen der beiden Seitenquadrate des Rechtecks ist, dies ist der Satz des Pythagoras. Damit lässt sich der Satz von der britischen Flagge auch als eine Verallgemeinerung des Satzes von Pythagoras auffassen. Darüber hinaus bleibt die Aussage auch erhalten, wenn man den Punkt {\displaystyle P} aus der Ebene heraus in den Raum verlegt, das heißt die obige Gleichung gilt für ein Rechteck und einen beliebigen Punkt im Raum.
Der Satz lässt sich zu einer Aussage über symmetrische Trapeze verallgemeinern, allerdings erfordert dies die Ergänzung eines Korrekturfaktors, der im Spezialfall der Rechtecke 1 beträgt. Genauer gilt für ein symmetrisches Trapez {\displaystyle ABCD} mit parallelen Seiten {\displaystyle AB} und {\displaystyle CD}, einem inneren Punkt {\displaystyle P} und dem Korrekturfaktor {\displaystyle {\tfrac {|AB|}{|CD|}}} die folgende Gleichung:
{\displaystyle |AP|^{2}+{\frac {|AB|}{|CD|}}\cdot |PC|^{2}=|BP|^{2}+{\frac {|AB|}{|CD|}}\cdot |PD|^{2}}
Auch in diesem Fall bleibt die Aussage gültig, wenn {\displaystyle P} ein beliebiger Punkt in der Ebene  oder im Raum ist und nicht notwendigerweise im Inneren des Trapezes liegt.

## Beweis

Skizze zum Beweis

Der Beweis ergibt sich direkt durch mehrfache Anwendung des Satzes von Pythagoras. Zunächst fällt man vom Punkt {\displaystyle P} aus Lote auf alle vier Seiten des Rechtecks (siehe Zeichnung). Die Verbindungsstrecken {\displaystyle AP}, {\displaystyle PC}, {\displaystyle BP} und {\displaystyle PD} sind nun Hypotenusen rechtwinkliger Dreiecke, in denen man den Satz von Pythagoras anwenden kann, damit erhält man:
{\displaystyle {\begin{aligned}|AP|^{2}+|PC|^{2}&=(a^{2}+c^{2})+(b^{2}+d^{2})\\&=(a^{2}+d^{2})+(b^{2}+c^{2})\\&=|BP|^{2}+|PD|^{2}\end{aligned}}}
Für die Fälle, bei denen der Punkt nicht im Inneren des Rechtecks liegt, ergeben sich ähnliche Beweise anhand von Mehrfachanwendungen des pythagoräischen Lehrsatzes.

## Namensgebung und Geschichte

Der Union Jack, die Flagge des Vereinigten Königreichs.

Der Satz von der britischen Flagge findet sich bereits als namenlose Aussage in einer 1848 von Dionysius Lardner herausgegebenen kommentierten Ausgabe der ersten sechs Bücher der Elemente des Euklid. Dort steht in er einer Liste von zusätzlichen Aussagen, die sich dem zweiten Buch der Elemente ableiten lassen und von Lardner als nützlich und bemerkenswert bezeichnet werden. Der heutige Name des Satzes geht darauf zurück, dass die Zeichnung in der Skizze zum Beweis an die britische Flagge erinnert.